# Martin Nischalke
Martin Nischalke (* 20. August 1882 in Trebschen; † 21. Januar 1962) war ein deutscher Politiker (SPD) und Abgeordneter des Hessischen Landtags.

## Ausbildung und Beruf
Nischalke studierte nach dem Besuch der Volksschule und der Lehrerbildungsanstalt 1911 bis 1913 und arbeitete nach dem Staatsexamen als Lehrer im höheren Schuldienst, als Schulrat und Regierungsrat.

## Politik
Martin Nischalke war seit 1921 Mitglied der SPD. Er war Mitbegründer und Vorstandsmitglied des Reichsbanners Schwarz-Rot-Gold. Mit der „Machtergreifung“ der Nationalsozialisten wurde er entlassen und war 1933 bis 1945 in der Illegalität tätig.
Am 1. Mai 1945 wurde Nischalke von den amerikanischen Militärbehörden zunächst als Stellvertreter von Hans Bredow und ab dem 1. August 1945 als Regierungspräsident des Regierungsbezirk Wiesbaden eingesetzt. Dieses Amt hatte er bis 1948 inne.
Vom 15. Juli 1946 bis zum 30. November 1946 gehörte er der Verfassungberatenden Landesversammlung von Groß-Hessen an. Vom 1. Dezember 1946 bis zum 30. November 1950 war er Mitglied des ersten hessischen Landtags.

## Sonstige Ämter
Martin Nischalke war 1946 bis 1950 erster Vorsitzender des Rundfunkrates des Hessischen Rundfunks.